# Pohl & Jozwiak
Pohl & Jozwiak war eine im Jahr 1900 gegründete Werft, die im Dezember 1995 Konkurs angemeldet hat. Von 1951 bis 1961 besaß das Unternehmen eine firmeneigene Reederei namens Poljo.

## Geschichte

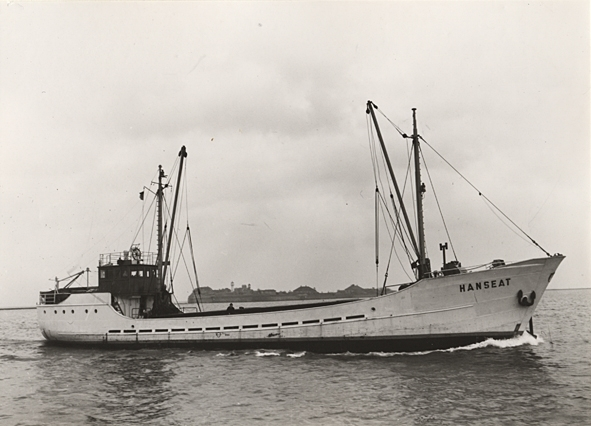
Das 1950 entstandene Weselmann-Kümo Hanseat (Baunummer 67)

Am 15. April 1900 pachteten Franz Jozwiak und Georg Heribert Pohl den Betrieb von Theo Beckedorf in Hamburg-Waltershof, der sich im Bereich der heutigen Rugenberger Schleuse befand. Er verfügte über einen Werftplatz, eine Schmiede und eine Werkstatt. Zwei Tage später erhielten Pohl & Jozwiak einen Gewerbeschein. Theo Beckedorf, der ein eigenes Bergungsunternehmen betrieb, versorgte seine Pächter anfangs mit Reparaturaufträgen. Im Jahre 1910 musste der Standort wegen des Baus der Rugenberger Schleuse aufgegeben werden. Das Unternehmen Pohl & Jozwiak zog daraufhin zum Tollerortweg auf einen alten Werftplatz der Fa. Emil Körner. Am 31. Januar 1910 wurde die Werft als OHG handelsrechtlich eingetragen.
Pohl & Jozwiak konnte das neue Grundstück in Tollerort für zunächst 30 Jahre von der Stadt Hamburg pachten. Die Pacht wurde bis zum Ende der Werft im Dezember 1995 stets mit gleicher Laufzeit verlängert und ermöglichte den Inhabern größere Investitionen. Noch vor Ausbruch des Ersten Weltkriegs übernahmen Pohl & Jozwiak die benachbarte Werft Butzkowski und Körner. Nach der Übernahme verfügte das Unternehmen über vier Slipanlagen und sechs Helgen. Im Jahr 1922 trat Herbert Jozwiak, der Sohn von Franz Jozwiak, in das Unternehmen ein. Im Jahr 1931 erwarben Pohl & Jozwiak eine 51%ige Beteiligung am Bergungsunternehmen Beckedorf, dessen Leitung Herbert Jozwiak übernahm. Durch das Bergungsunternehmen gelangte die Werft an zusätzliche Reparaturaufträge.
Im Endausbau hatte die Werft ein abgeschlossenes Gelände am südlichen Ende des Kohlenschiffhafens auf der Ostseite mit einem kleinen Dock von 1200 Tonnen Hebefähigkeit und ein von Blohm + Voss angekauftes Dock von 2400 Tonnen Hebefähigkeit, das mit dem kleinen Dock gekoppelt werden konnte. sowie einer etwas seltsam anmutenden Zugangsbrücke. Es war eine ausgebaute Straßenbrücke von Entenwerder. 120 Meter Kaistrecke, diverse Hallen, Gebäude sowie vier Slipanlagen und sechs Helgen gehörten ebenfalls zur Werft.
Durch die Werftenkrise in den 1980er Jahren geriet die Werft in eine Schieflage und der Standort wurde 1995/96 auf das Werftgelände von Blohm + Voss verlegt, allerdings ohne Schwimmdocks.
Ab 1999 wurde der Kohlenschiffhafen mit Elbsand verspült und das Gelände Teil des Containerterminals Tollerort. Die Gebäude wurden 2001 abgebrochen.

## Schiffbau

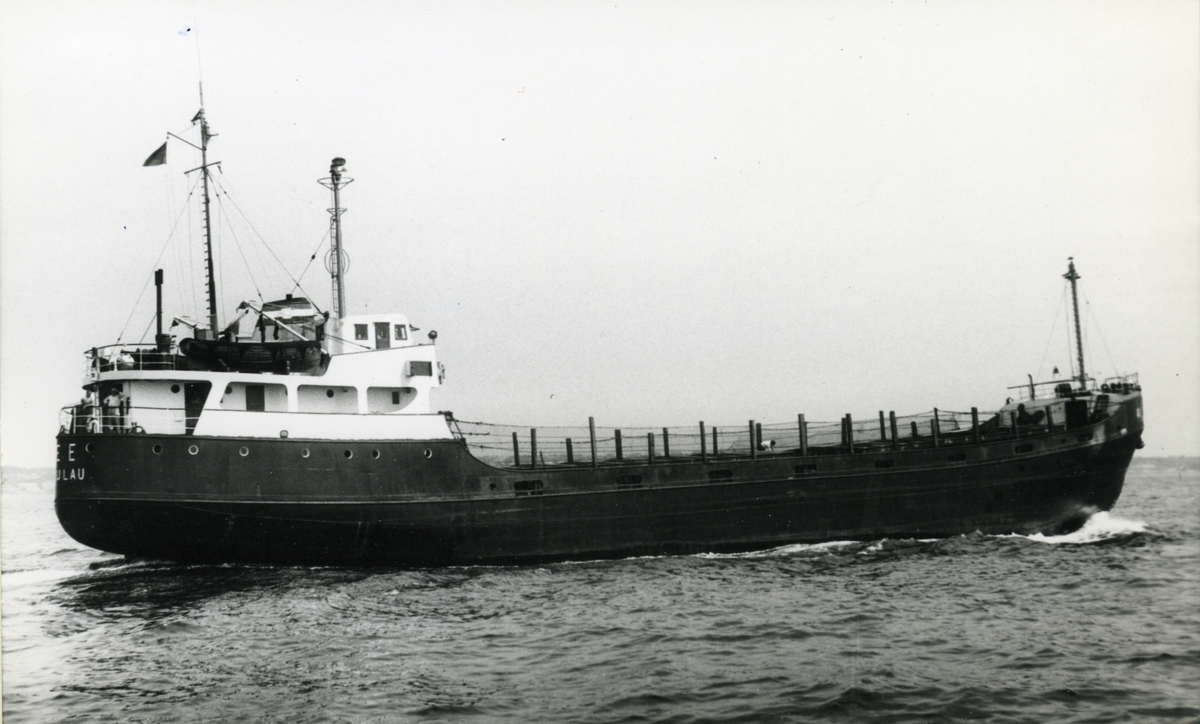
Die Lee, 1952 bei Pohl & Jozwiak als Frachtschiff Heilbronn für die firmeneigene Poljo-Reederei entstanden

Anfangs wurden nur Reparaturen durchgeführt. Als erster Neubau entstand 1905 die 11-Meter-Barkasse Alice. An die Firma Beckedorf lieferte die Werft im Jahr 1906 den Bergungsdampfer Falke ab (№ 2). Bis 1914 entstanden insgesamt vierzehn weitere Neubauten: elf Barkassen, zwei Schuten und ein Leichter.
Der erste Neubau nach dem Ersten Weltkrieg war eine 1920 abgelieferte Schute (№ 17). Bis 1930 folgten zwei Barkassen, drei Schuten, zwei Kühlschuten, ein Baggereiboot sowie der Motorschlepper Emil Körner (№ 26) und das 1928 für die Hamburg-Blankeneser-Este-Linie gebaute Fahrgastschiff Lortzing (№ 25). Das Hauptgeschäft von Pohl & Jozwiak blieben jedoch Reparaturen und Umbauen. Im Jahr 1938 bzw. 1940 lieferte die Werft die neuen Fahrgastschiffe Richard Wagner (№ 30) und Franz Schubert (№ 32) an die Hamburg-Blankeneser-Este-Linie. Für die Luftwaffe entstanden von 1941 bis 1943 ein Bergungsfahrzeug, sechzehn Flugbetriebsboote und ein Taucherfahrzeug.
Ab 1946 baute die Werft unter anderem mehrere Barkassen und Hafenfähren, einige Kümos sowie zwei Lotsenversetzboote. Um zwei Frachtschiffe für die neue firmeneigene Poljo-Reederei zu fertigen, erwarb das Unternehmen die Kaskos zweier Schlepper, die im April beziehungsweise Oktober 1944 auf der Norderwerft entstanden waren. Die Rümpfe wurden zum Bau des im Juli 1952 abgelieferten Kümos Heilbronn (№ 70) und des im November 1952 abgelieferten Kümos Hansestadt Hamburg (№ 71) verwendet. Von 1953 bis 1956 fertigte die Werft die Hafenfähren Kehrwieder (№ 72), Blankenese (№ 74), Steinkirchen (№ 75) und Jollenführer 3 (№ 76) für die HADAG. Danach folgten 1957 das von einem dänischen Reeder bestellte Kümo Peter Saxberg (№ 77), die Lotsenversetzboote Julius D. A. Marxen (№ 78) und Adolph A. H. Fokkes (№ 79) sowie eine Tankschute. Das Neubaugeschäft kam im selben Jahr zum Erliegen, lediglich im Jahr 1964 wurde nochmals eine Schute (№ 81) abgeliefert. Die Werft Pohl & Jozwiak blieb im Reparatur- und Umbaugeschäft aktiv. Zu ihren Hauptkunden gehörten Ende der 1950er Jahre mehrere Schlepperreedereien. Ab Mitte der 1960er führte das Unternehmen zunehmend auch Umbauten und Instandhaltungsarbeiten an Baggerschiffen (Cutterbagger, Eimerkettenbagger und Hopperbagger) durch. Daneben war Pohl & Jozwiak in den 1980er Jahren auch in der Anlagenfertigung tätig und baute Pumpstationen. Eine Besonderheit war die Schlicktrennanlage Metha (Mechanische Trennung von Hafenschlick), die zu dieser Zeit für das Hamburger Amt für Strom- und Hafenbau gebaut wurde.

## Poljo-Reederei

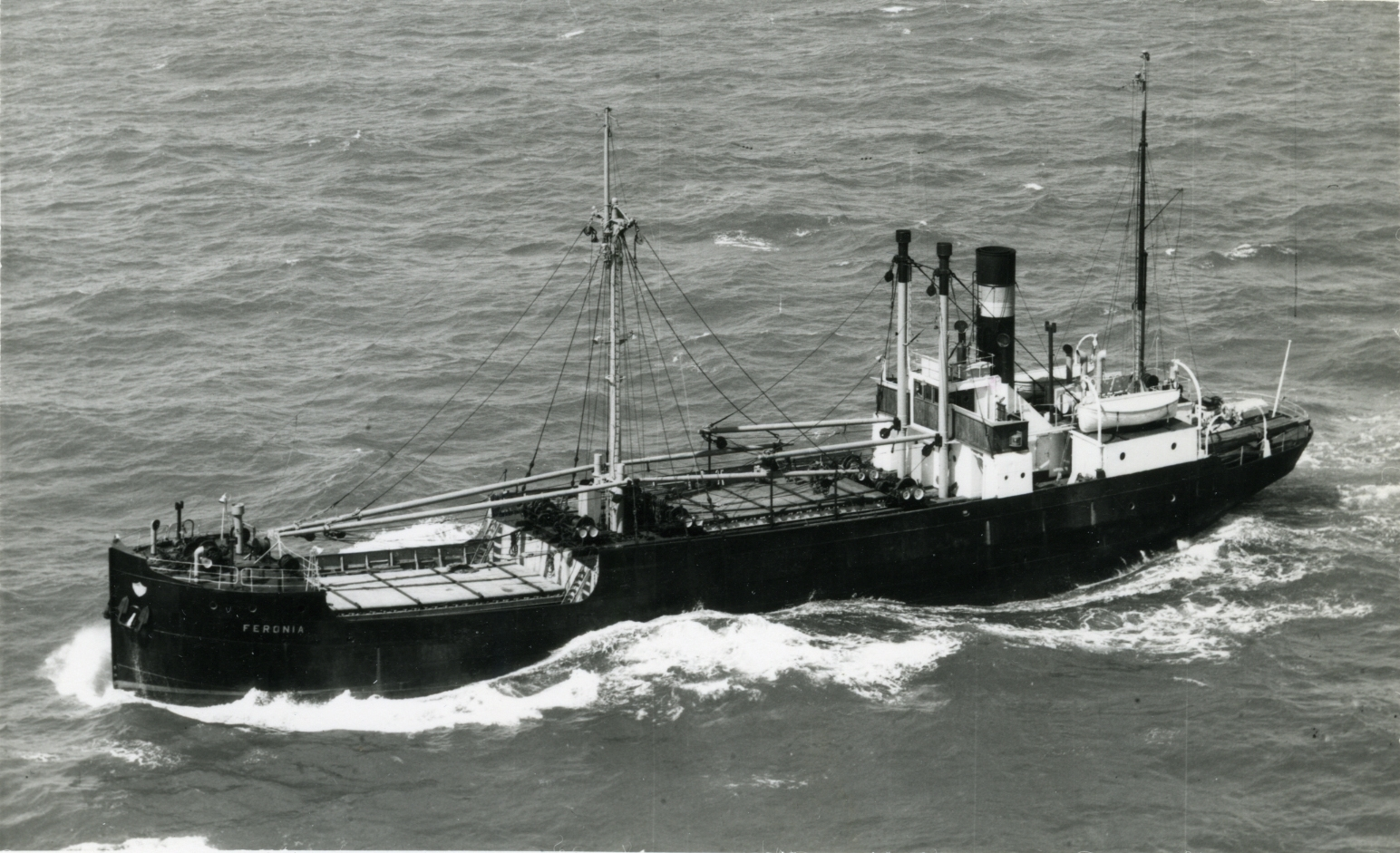
Die 1957 gesunkene Harburg unter ihrem vorherigen Namen Feronia

Die Poljo-Reederei Pohl & Jozwiak wurde 1951 als Tochterunternehmen der Werft gegründet und nahm den Betrieb im Folgejahr mit den eigens hierzu gefertigten Küstenmotorschiffen Heilbronn und Hansestadt Hamburg auf. Im Jahr 1956 erwarb die Reederei mit der Hansestadt Lübeck und der Harburg zwei weitere Frachtschiffe. Die Hansestadt Lübeck war 1918 auf der Burgerhout-Werft in Rotterdam mit dem Namen Markelo gebaut worden und hatte 1951 einen Dieselmotor als Hauptmaschine erhalten. Die Harburg wurde 1920 bei Nobiskrug in Rendsburg mit der Baunummer 86 als Hans gefertigt. Dieser Frachtdampfer sank am 16. Februar 1957 vor Stockholm, nachdem er mit dem schwedischen Tanker Tinny (IMO 5361796) kollidiert war. Der Reedereibetrieb wurde 1961 mit dem Verkauf der drei verbliebenen Frachtschiffe aufgegeben. Die Flotte unternahm insgesamt ca. 546 Frachtreisen.